# Église de l'Ascension de Žabari
Pour les articles homonymes, voir Église de l'Ascension.
L'église de l'Ascension de Žabari (en serbe cyrillique : Црква Светог Вазнесења у Жабарима ; en serbe latin : Crkva Svetog Vaznesenja u Žabarima) est une église orthodoxe serbe située à Žabari, dans le district de Braničevo en Serbie. Elle est inscrite sur la liste des monuments culturels protégés de la république de Serbie (identifiant no SK 714).

## Présentation
Située au centre du village à proximité de la route Požarevac-Svilajnac, l'église a été construite en 1874 dans un style néo-classique.
Elle est constituée d'une nef unique prolongée par une abside à l'est, tandis que deux absidioles latérales élargissent la zone de l'autel ; à l'ouest, la nef est précédée par un narthex avec une galerie. La façade occidentale est dominée par un clocher. Les façades, très simplement décorées, sont rythmées horizontalement par une plinthe et par la corniche du toit et, verticalement, par de hautes fenêtres cintrées en forme de lancettes ; le clocher de la façade occidentale accentue la verticalité.
À l'intérieur, l'iconostase a été conçue dans un style classique avec une décoration dorée de style rococo ; elle abrite des icônes dues à Dimitrije Posniković et réalisées dans les années 1880. Posniković lui-même ou un maître de son atelier a peint la composition de la Mère de Dieu en gloire qui orne la voûte de la zone de l'autel ; les autres fresques sont de date plus tardive. L'église abrite quelques icônes mobiles ainsi que des livres et des objets liturgiques du XIXe siècle.
Sur le parvis se trouve un monument érigé à la mémoire des soldats de la région morts dans les guerres de libération de la Serbie entre 1912 et 1918.